# Gryon hogenakalense
Gryon hogenakalense är en stekelart som beskrevs av Sharma 1982. Gryon hogenakalense ingår i släktet Gryon och familjen Scelionidae. Inga underarter finns listade i Catalogue of Life.